# مرشح نشط

مثال على مرشح التمرير العالي النشط لطوبولوجيا سالن – كاي. يستخدم مكبر الصوت التشغيلي كمضخم مؤقت.

المرشح النشط هو نوع من الدوائر التناظرية التي تنفذ مرشحًا إلكترونيًا باستخدام مكونات نشطة، وعادةً ما يكون مضخمًا. يمكن استخدام مكبرات الصوت المضمنة في تصميم المرشح لتحسين تكلفة المرشح وأدائه وإمكانية توقعه.
مكبّر الصوت يمنع المقاومة للمرحلة التالية من التأثير على خصائص المرشح. يمكن أن يحتوي المرشح النشط على أعمدة وأصفار معقدة دون استخدام محث ضخم أو مكلف. غالبًا ما يمكن ضبط شكل الاستجابة، وعامل الجودة (Q) والتردد المضبوط بمقاومات متغيرة غير مكلفة، في بعض دوائر التصفية النشطة، يمكن ضبط معلمة واحدة دون التأثير على المعلمات الأخرى.

## الأنواع

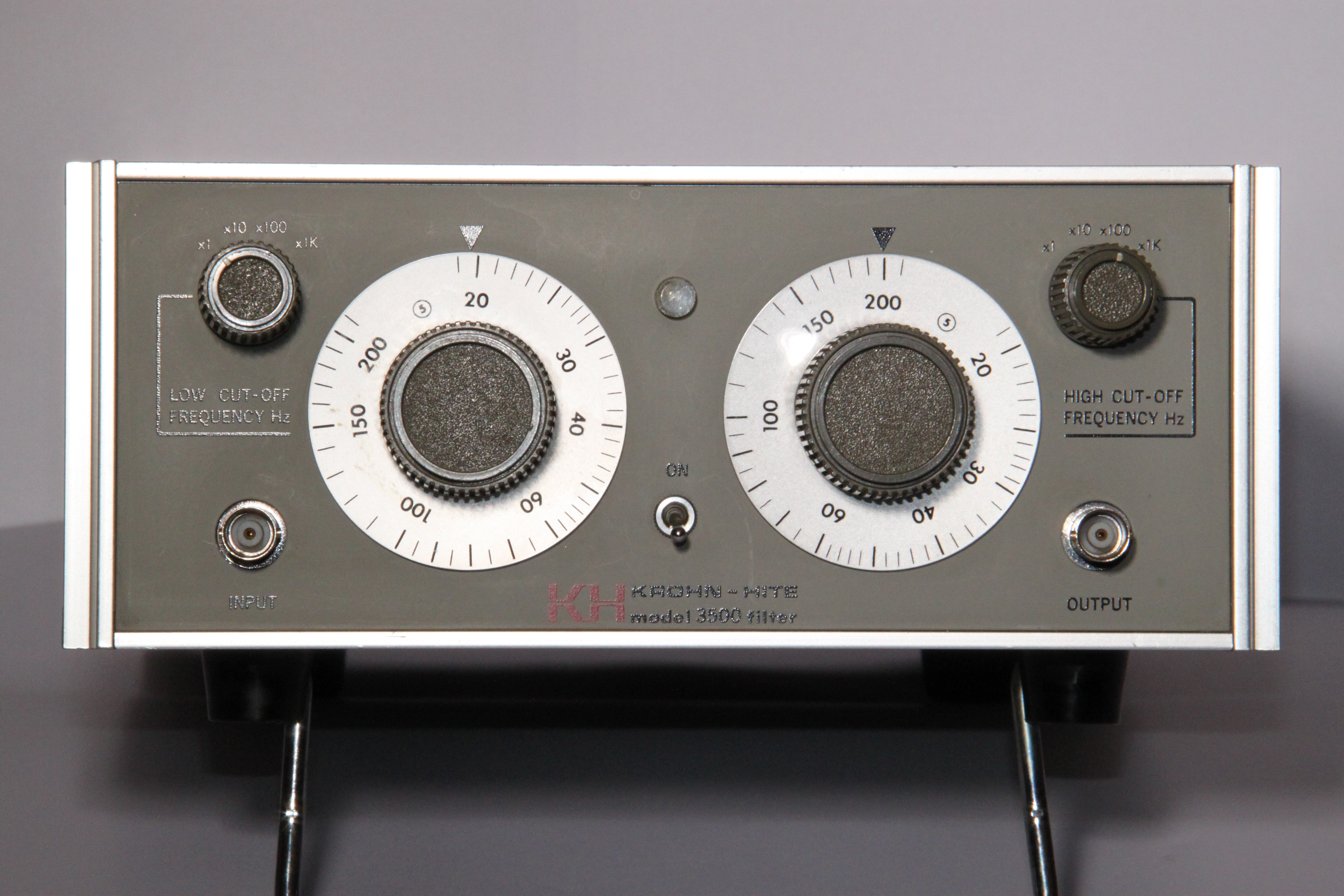
مرشح KROHN-HITE موديل 3500 من عام 1974.

استخدام العناصر النشطة له بعض القيود. تتجاهل معادلات تصميم المرشح الأساسية النطاق الترددي المحدود لمكبرات الصوت. الأجهزة النشطة المتوفرة لها نطاق ترددي محدود، لذا فهي غالبًا غير عملية عند الترددات العالية. تستهلك مكبرات الصوت الطاقة وتضخ الضوضاء في النظام. قد تكون طوبولوجيا دوائر معينة غير عملية إذا لم يتم توفير مسار تيار مستمر للتحيز الحالي لعناصر مكبر الصوت. القدرة على معالجة الطاقة محدودة بمراحل مكبر الصوت.
تشملُ تكوينات دائرة المرشح النشطة (طوبولوجيا المرشح) ما يلي:
- مرشحات سالن-كاي (بالإنجليزية: Sallen-Key)‏ وفي سي في سي (بالإنجليزية: VCVS)‏ التي تعني حساسية منخفضة لتحمل المكونات
- المرشحات المتغيرة والمرشحات الثابتة
- ممر نطاق مضخم مزدوج (DABP)
- ماكس فيين
- مرشحات متعددة
- فليج (أقل عدد مكون لـ 2 أوبامب ولكن مع إمكانية تحكم جيدة على التردد والنوع)
- أكيربرغ موسبرغ (أحد الهياكل التي توفر تحكمًا كاملاً ومستقلاً في الكسب والتردد والنوع)

يمكن للمرشحات النشطة تنفيذ نفس وظائف النقل مثل المرشحات السلبية. وظائف النقل الشائعة هي:
- مرشح الترددات العالية - توهين الترددات تحت نقاط القطع الخاصة بهم.
- مرشح الترددات المنخفضة - توهين الترددات فوق نقاط القطع الخاصة بهم.
- مرشح تمرير النطاق - توهين الترددات فوق وتحت الترددات التي يسمحون لها بالمرور.
- مرشح النطاق الترددي (مرشح الشق) - توهين ترددات معينة مع السماح لجميع الترددات الأخرى بالمرور.[4]

التركيبات ممكنة، مثل الشق والتمرير العالي (في مرشح الترددات العاليّة حيث تأتي معظم الترددات المخالفة من تردد معين). مثال آخر هو مرشح الاهليلجيه.

## تصميم الفلاتر النشطة
لتصميم المرشحات، تشمل المواصفات التي يجب تحديدها ما يلي:
- مدى الترددات المرغوبة (نطاق المرور) مع شكل استجابة التردد. يشير هذا إلى تنوع المرشح (انظر أعلاه) والترددات المركزية أو الزاوية.
- متطلبات مقاومة المدخلات والمخرجات. هذه تحد من طبولوجيا الدوائر المتاحة، على سبيل المثال، توفر معظم طبولوجيا المرشح النشط، وليس كلها، إخراجًا مؤقتًا (مقاومة منخفضة). ومع ذلك، تذكر أن مقاومة الخرج الداخلية لمضخمات التشغيل، في حالة استخدامها، قد ترتفع بشكل ملحوظ عند الترددات العالية وتقلل التوهين من ذلك المتوقع. اعلم أن بعض طوبولوجيا مرشح التمرير العالي تقدم الإدخال بدائرة قصيرة تقريبًا إلى الترددات العالية.
- النطاق الديناميكي للعناصر النشطة. يجب ألا يتشبع مكبر الصوت (يتم تشغيله في قضبان إمداد الطاقة) عند إشارات الإدخال المتوقعة، ولا ينبغي تشغيله بمثل هذه السعات المنخفضة التي تهيمن عليها الضوضاء.
- الدرجة التي ينبغي عندها رفض الإشارات غير المرغوب فيها.
  - في حالة مرشحات ممر النطاق الضيق، تحدد عامل الجودة -3 عرض النطاق dB وكذلك درجة رفض الترددات البعيدة عن التردد المركزي؛ إذا كان هذان المطلبان متعارضين، فقد تكون هناك حاجة إلى مرشح ممر النطاق التوليف المتقطع.
  - بالنسبة لمرشحات القطع، تحدد الدرجة التي يجب عندها رفض الإشارات غير المطلوبة عند تردد القطع دقة المكونات، ولكن ليس عامل الجودة، التي تحكمها درجة الانحدار المرغوبة للشق، أي عرض النطاق حول الفتحة قبل أن يصبح التوهين صغيراً.
  - بالنسبة لمرشحات التمرير العالي والمنخفض (بالإضافة إلى مرشحات تمرير النطاق البعيدة عن التردد المركزي)، قد يحدد الرفض المطلوب ميل التوهين المطلوب، وبالتالي «ترتيب» المرشح. يعطي المرشح الشامل من الدرجة الثانية انحدارًا نهائيًا يبلغ حوالي 12 ديسيبل لكل جواب (40 dB/عقد)، لكن الميل القريب من تردد الزاوية أقل بكثير، مما يستلزم أحيانًا إضافة شق إلى المرشح.
- «التموج» المسموح به (الاختلاف عن الاستجابة المسطحة، بالديسيبل) داخل نطاق التمرير لمرشحات التمرير العالي والمنخفض، جنبًا إلى جنب مع شكل منحنى استجابة التردد بالقرب من تردد الزاوية، تحدد نسبة التخميد أو عامل التخميد (= 1 / (2Q)). يؤثر هذا أيضًا على استجابة المرحلة، والاستجابة الزمنية لمدخل الموجة المربعة. العديد من أشكال الاستجابة المهمة (نسب التخميد) لها أسماء معروفة:
  - مرشح شيبيشيف - ذروة / تموج في نطاق التمرير قبل الزاوية؛ Q> 0.7071 لمرشحات الدرجة الثانية.
  - مرشح بتروورث - استجابة السعة المسطحة القصوى؛ Q = 0.7071 لمرشحات الترتيب الثاني
  - مرشح ليجندر - بابوليس (بالإنجليزية: Legendre – Papoulis)‏ يقايض بعض التسطيح في نطاق التمرير، على الرغم من أنه لا يزال رتيبًا، من أجل انخفاض أكثر حدة
  - مرشح لينكويتز - ريلي (بالإنجليزية: Linkwitz – Riley)‏: الخصائص المرغوبة لتطبيقات التحويل الصوتي، أسرع وقت صعود بدون تجاوز؛ س = 0.5 (مثبط بشكل خطير)
  - باينتر أو مرشح Thompson-Butterworth الانتقالي أو «الوسط» - تسقط أسرع من Bessel ؛ Q = 0.639 لمرشحات الترتيب الثاني
  - مرشح بيسيل - أقصى تأخير للمجموعة المسطحة؛ Q = 0.577 لمرشحات الترتيب الثاني. يوفر مرحلة خطية جيدة.
  - المرشح الإهليلجي أو مرشح Cauer - أضف درجة (أو «صفر») خارج نطاق المرور مباشرةً، لإعطاء انحدار أكبر في هذه المنطقة من مجموعة الترتيب ونسبة التخميد بدون الدرجة. الإخراج مشابه للمرشح المثالي (أي استجابة مسطحة جيدة لكل من نطاق التمرير ونطاق التوقف).

### مقارنة بالمرشحات السلبية
يمكن أن يكتسب المرشح النشط، مما يزيد من الطاقة المتاحة في الإشارة مقارنةً بالإدخال. تعمل المرشحات السلبية على تبديد الطاقة من الإشارة ولا يمكن أن يكون لها صافي كسب للطاقة. بالنسبة لبعض نطاقات الترددات، على سبيل المثال عند الترددات الصوتية وما دونها، يمكن للمرشح النشط أن يحقق وظيفة نقل معينة دون استخدام المحاثات، وهي مكونات كبيرة نسبيًا ومكلفة مقارنة بالمقاومات والمكثفات، والتي تكون أكثر تكلفة في صنعها باستخدام المطلوب جودة عالية وقيم دقيقة. قد لا تكون هذه الميزة بنفس الأهمية بالنسبة للفلاتر النشطة المدمجة بالكامل على شريحة لأن المكثفات المتاحة لها قيم منخفضة نسبيًا وبالتالي تتطلب مقاومات عالية القيمة تشغل مساحة من الدائرة المتكاملة. تتمتع المرشحات النشطة بعزل جيد بين المراحل، ويمكن أن توفر مقاومة عالية للإدخال ومقاومة منخفضة للإخراج؛ هذا يجعل خصائصها مستقلة عن المصدر وممانعات الحمل. يمكن أن تتالي مراحل متعددة عند الرغبة في تحسين الخصائص. في المقابل، يجب أن يأخذ تصميم المرشحات المنفعلة متعددة المراحل في الحسبان التحميل المعتمد على التردد لكل مرحلة في المرحلة السابقة. من الممكن جعل المرشحات النشطة قابلة للضبط على نطاق واسع، مقارنة بالفلاتر السلبية. نظرًا لعدم استخدام المحاثات، يمكن تصنيع المرشحات بحجم صغير جدًا ولا تنتج أو تتفاعل مع المجالات المغناطيسية التي قد تكون موجودة.
بالمقارنة مع المرشحات النشطة، لا تتطلب المرشحات السلبية أي مصادر طاقة إضافية. يجب أن توفر أجهزة التضخيم الخاصة بالمرشح النشط كسبًا وأداءًا يمكن التنبؤ بهما على مدى التردد بأكمله المراد معالجته؛ سيقيد منتج الكسب - عرض النطاق الترددي للمكبر الحد الأقصى للتردد الذي يمكن استخدامه.